# Скершканс, Язеп Александрович
Язеп Александрович Скершканс — советский хозяйственный и государственный деятель, лауреат Государственной премии СССР за выдающиеся достижения в труде.

## Биография
Родился в 1927 году на хуторе Атвари. Член КПСС.
В 1945—1957 — военнослужащий Советской Армии
В 1957—1987 — слесарь-механик Рижского производственного объединения «ВЭФ» имени В. И. Ленина.
За большой личный вклад в совершенствование техники и технологии производства был в составе коллектива удостоен Государственной премии СССР за выдающиеся достижения в труде 1983 года.
Жил в Риге.

## Награды
- Орден Октябрьской Революции[2]
- Орден Трудового Красного Знамени[2]